# 生き残りゲーム
生き残りゲーム（いきのこりゲーム）とは、プラスチック玉を使ったボードゲームである。

## 歴史
このゲームは、かつて日本に存在した玩具メーカーのタカトクトイス（以下タカトク）とアメリカ合衆国の玩具メーカーミルトン・ブラッドリー（英語）が共同開発・制作したものであり、アメリカではステイアライブとして発売された。
1973年の発売後は単純明快なルールと、それでありながら高度な駆け引きを伴うことからファミリー層を中心に大ヒットを遂げた。後にタカトクが「生き残り頭脳ゲーム」と名前を変えてデラックス版を発売し、これもヒットした。
1984年、日本側の製作メーカーであったタカトクが経営破綻して以降、入手不可能となっていた時期があったが、2003年にはなやま玩具（現・ハナヤマ）から「サバイバルゲーム」という名前でリメイクされ、2020年3月に「ステイアライブ サバイバルゲーム」としてリニューアルされている。また、パルボックス（現・メガハウス）からも「勝ち残り大作戦」という名前でリメイクされ、そちらも入手可能である。

## 概要
基本的に4人向けであり、7×7のマス目になったボードの上に赤、白、青、緑のプラスチック製ボール各7個をランダムに上から散らしたり、スタート地点の持ち玉のボールを置く窪みから指でボールを弾き飛ばしたりしてから、自分のレバーを押し引きして相手のボールを落とすというゲームである。
レバーは各プレイヤーごとに7本あり、レバーを押したり引いたりすることで、ボードに穴が空き、うまくいけば相手のボールを落とせるという仕組みである。一方、うっかりして自分のボールを落としてしまうこともあり、独特のスリルがある。
ボードを覆っているプラスチックのマス盤を外すと、レバーは左右対称に連結されたバーになっており、これが計14本、縦横に張り巡らされている。このバーには穴が空いており、これを押したり引いたりすることで、穴同士が重なって落ちるという仕掛けである。何も動かしていない状態では穴は開かないようになっている。
この仕掛けを応用して、初めから設定されているレバーの向きや位置を故意に入れ替えたり、外したりしたままで遊ぶことも可能であり、マス盤は容易に取り外すことができる。これによって、何通りもの穴のパターンを楽しむことができ、取扱説明書にもこのアレンジの遊び方が記載されている。ただし、その場合は最初から穴が空いていたり、どうやっても穴が空かない安全地帯が出たりする場合がある。なお、各レバーにはダイヤ、ハート、スペード、クローバーのマークと順番を示す番号が振られているので、どんなにいじっても簡単に元通りにすることができるようになっている。
デラックス版はマス目が8×8、持ち玉が各8個、バーは全16本、プレイヤーごとのレバーも8本ある。デラックス版では16億2570万2400通りものバーの配置パターンがあり、小型版（6×6）でも51万8400通りの組み合わせ、というのを売りにしている。更にマス目が5×5(バー交換不可)の「生き残りゲームちび」も発売された。

## ルール
親を決めてから、順番にレバーを一つずつ動かしていく。レバーは上、中、下の三段階があり、動かせるのは一回ずつであり、上から下、下から上はルール違反である。また、同じレバーを繰り返し動かすのも違反である。
このような動作を繰り返して、最後まで自分の色のボールが残ったプレイヤーが勝ちとなる。

## 関連商品
沈没ゲーム

生き残りゲームの姉妹品として発売された、同社のオリジナルボードゲーム。